# Cnaemidophorus rhododactyla
Espèce
Cnaemidophorus rhododactyla (ou C. rhododactylus), le Ptérophore rhododactyle ou Ptérophore de l'églantier, est une espèce de lépidoptères (papillons), de la famille des Pterophoridae, de la sous-famille des Pterophorinae.

## Répartition
- Holarctique (Eurasie, Afrique du Nord), Amérique du Nord : région des Grands Lacs[1].

## Description
L'envergure des ailes du papillon est de 18–26 mm.

## Biologie

### Plantes hôtes de la chenille
La chenille se nourrit sur diverses espèces du genre Rosa dont Rosa canina.